# Ipertensione endocranica
L'ipertensione endocranica o intracranica è una condizione patologica neurologica caratterizzata da un aumento della pressione intracranica (la pressione intorno al cervello). Se si presenta in assenza di un tumore o di altre malattie, prende l'aggettivo di idiopatica. I sintomi principali sono il mal di testa, la nausea e il vomito, nonché acufene (ronzio nelle orecchie), diplopia e altri sintomi visivi.
La condizione può essere diagnosticata grazie a tecniche di neuroimaging e tramite una puntura lombare. L'esecuzione di una puntura lombare può anche dare un sollievo temporaneo e talvolta permanente. Tuttavia, tale manovra, può provocare un incuneamento del tronco encefalico nella cavità del midollo spinale, inducendo a coma e morte. Per tale motivo è fortemente sconsigliata. Alcuni individui rispondono ai farmaci, come l'acetazolamide, mentre altri richiedono un intervento chirurgico per alleviare la pressione. La condizione può verificarsi in tutte le età, ma è più comune nelle donne giovani, soprattutto in correlazione con l'obesità.

## Storia

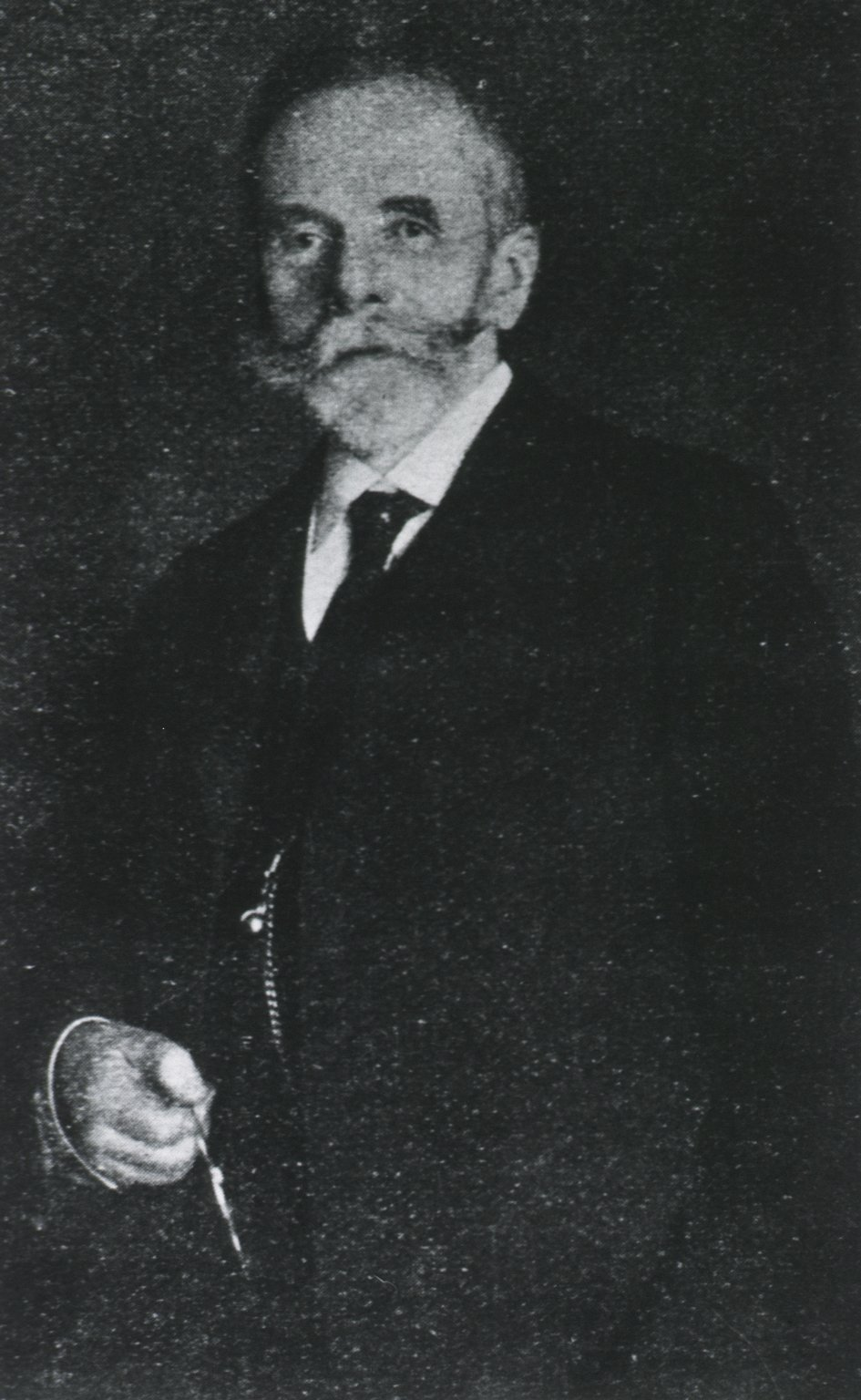
Il medico tedesco Heinrich Quincke che, nel 1893, descrisse la condizione sotto il nome di "meningite sierosa".

La prima relazione sull'ipertensione intracranica idiopatica si deve al medico tedesco Heinrich Quincke, che la descrisse nel 1893 sotto il nome di meningite sierosa. Il termine "pseudotumor cerebri" è stato introdotto nel 1904 dal suo connazionale Max Nonne. Numerosi altri casi sono successivamente apparsi in letteratura, molti dei quali probabilmente causati da diverse patologie sottostanti. Ad esempio, l'otitic hydrocephalus riportato dal neurologo londinese Sir Charles Symonds potrebbe essere il risultato di trombosi venosa sinusale causata da una infezione dell'orecchio medio. I criteri diagnostici per l'ipertensione intracranica idiopatica sono stati sviluppati nel 1937 dal neurochirurgo Walter Dandy. Dandy inoltre introdusse la chirurgia decompressiva subtemporale per il trattamento della condizione.
I termini "benigno" e "pseudotumore", utilizzati spesso in passato, derivano dal fatto che l'aumento della pressione intracranica può essere associata a tumori cerebrali. I pazienti a cui non è stato trovato alcun tumore sono stati quindi diagnosticati con "pseudotumor cerebri" (una malattia che imita un tumore al cervello). La malattia a condizione idiopatica è stata ribattezzata "ipertensione intracranica benigna" nel 1955 per distinguerla dall'ipertensione intracranica causata da malattie pericolose per la vita (come il tumore). Tuttavia, questa nomenclatura è apparsa fuorviante poiché qualsiasi malattia che può rendere ciechi non dovrebbe essere pensata come benigna e quindi il nome è stato rivisto nel 1989 come "ipertensione endocranica idiopatica".
Il ricorso alla creazione di uno shunt è una tecnica introdotta nel 1949. Inizialmente furono utilizzati shunt ventricolo-peritoneali. Nel 1971 sono stati riportati buoni risultati nell'adozione di lomboperitoneali. Studi negativi sulla procedura effettuati negli anni ottanta hanno portato, per un breve periodo (tra il 1988 e il 1993), la tecnica della fenestratura del nervo ottico ad essere più popolare. Da allora, viene consigliato prevalentemente lo shunt, tranne che in sporadiche eccezioni.

## Epidemiologia

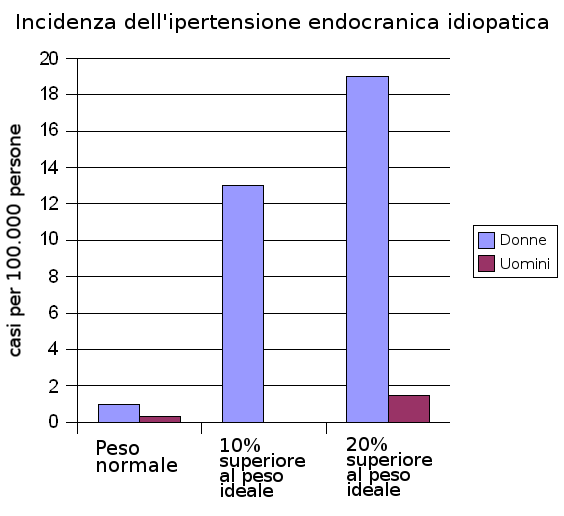
Incidenza dell'ipertensione endocranica idiopatica

L'incidenza dell'ipertensione intracranica idiopatica è fortemente determinata dal sesso e dal peso corporeo. Colpisce prevalentemente donne, tra i 20 e i 45 anni.
In media, l'ipertensione intracranica idiopatica si verifica in circa 1 persona ogni 100 000 e sia in bambini che negli adulti. L'età media alla diagnosi è di 30 anni. La condizione è prevalente nel sesso femminile, specialmente tra i 20 e i 45 anni di età, con un rischio di 4-8 volte superiore rispetto ai maschi. Il sovrappeso e l'obesità sono fattori che predispongono fortemente una persona per sviluppare la condizione idiopatica: le donne con un peso superiore al 10% rispetto all'ideale hanno una probabilità 13 volte superiore di andare incontro alla patologia. Questo valore sale di diciannove volte nelle donne con un peso superiore all'ideale del 20%. Anche nel sesso maschile esiste questa correlazione, ma l'aumento di probabilità è di solo cinque volte superiore nei maschi con un peso corporeo superiore al 20% rispetto al normale.
Nonostante diversi riscontri dell'ipertensione endocranica idiopatica nei nuclei famigliari, non è stata trovata alcuna causa genetica. Individui appartenenti a tutte le etnie possono sviluppare la condizione. Nei bambini non vi è alcuna differenza di incidenza tra maschi e femmine.

## Eziologia
Le cause non sono note, ma un'ostruzione venosa può essere determinante. Alcune malattie possono provocarla come la malattia di Lyme, malattia di Cushing, il lupus eritematoso sistemico, l'apnea ostruttiva del sonno (un disturbo della respirazione correlata al sonno) e la malattia di Behçet. Inoltre anche l'assunzione di alcuni farmaci può comportare manifestazioni simili, come quelli con alte dosi di derivati della vitamina A (ad esempio l'isotretinoina per l'acne), l'assunzione a lungo termine delle tetracicline (usate per una varietà di malattie della pelle) e i contraccettivi ormonali.

## Fisiopatologia
L'ipotesi di Monro-Kellie afferma che la pressione endocranica (letteralmente: la pressione all'interno del cranio) è determinata dalla quantità di tessuto cerebrale, liquido cerebrospinale e sangue all'interno della scatola cranica ossea. Pertanto, nei casi di ipertensione idiopatica (ovvero senza una causa apparente), possono esistere tre cause per cui la pressione possa innalzarsi: un eccesso di produzione di liquido cerebrospinale, un aumento del volume di sangue o di tessuto cerebrale o l'ostruzione delle vene che drenano il sangue dal cervello. La prima causa, ovvero l'aumento della produzione di liquido cerebrospinale, è quella studiata nelle prime descrizioni della malattia. Un anomalo aumento del sangue al cervello è stato recentemente riscontrato in molti pazienti con la condizione. Inoltre è stato rilevato anche un'aumentata presenza di acqua del tessuto cerebrale.
La terza teoria, ovvero un limitato drenaggio venoso, può essere sospettata in molti pazienti che lamentano la condizione senza che sia stata ben definita la causa; infatti molti di loro evidenziano un restringimento dei seni venosi. Non è chiaro se queste stenosi sono la patogenesi della malattia o un fenomeno secondario o entrambi. È stata proposta una teoria a ciclo positivo che ritiene che l'innalzamento della pressione endocranica provochi il restringimento venoso nei seni trasversali con conseguente ipertensione venosa, diminuzione del riassorbimento del liquido cerebrospinale tramite granulazione aracnoidea e quindi con un ulteriore aumento della pressione endocranica.

## Segni e sintomi
Il sintomo più comune dell'ipertensione intracranica è il mal di testa che si verifica nel 92-94% dei casi. Generalmente appare più intenso alla mattina e si presenta con un dolore palpitante. Il mal di testa può essere associato a nausea e vomito. Il dolore può essere aggravato se si verificano alcune situazioni che aumentano la pressione intracranica, come tosse e starnuti e può essere percepito anche nel collo e sulle spalle. Molti accusano acufene, una percezione di fischio in un orecchio o in entrambe le orecchie. Il suono, in questo caso, viene udito sincrono con la pulsazione. Altri segni non specifici per l'ipertensione intracranica, come intorpidimento delle estremità, debolezza generalizzata, perdita dell'olfatto e perdita di coordinazione, sono segnalati più raramente. Per la diagnostica infantile è da considerare il rigonfiamento della fontanella anteriore dei neonati. Due altri sintomi utili alla diagnosi precoce sono irritabilità, inappetenza e anoressia, in particolare se associate al vomito. Numerosi segni non specifici e sintomi possono comunque essere presenti.
L'aumento della pressione porta alla compressione e alla trazione dei nervi cranici, un gruppo di nervi che nascono dal tronco cerebrale e che innervano il viso e il collo. Il nervo abducente (sesto nervo) è quello più frequentemente coinvolto. Questo nervo serve il muscolo che muove l'occhio verso l'esterno. Gli individui che presentano la paralisi di questo nervo, sperimentano visione doppia che peggiora indirizzando lo sguardo verso il lato colpito. Più raramente, il nervo oculomotore e il nervo trocleare vengono colpiti. Entrambi svolgono un ruolo nei movimenti oculari. Il nervo facciale (VII nervo cranico) viene talvolta colpito, portando ad una debolezza totale o parziale dei muscoli responsabili dell'espressione facciale su uno o entrambi i lati del viso.
L'aumento della pressione comporta il verificarsi dell'edema della papilla, che interessa il punto di connessione tra il nervo ottico e l'occhio, detto papilla. Ciò si verifica in molti casi e quelli che accusano questa condizione presentano "oscuramenti transitori", cioè episodi di difficoltà visiva, tipicamente in entrambi gli occhi. A lungo termine, questa condizione porta alla perdita della vista, progredendo inizialmente dalla periferia e andando verso il centro della visione. Un'altra condizione causata da una elevata pressione endocranica è l'ulcera di Cushing.

## Diagnosi
La diagnosi può essere sospettata sulla base della storia clinica e con una visita medica. Per la sua conferma, così come l'individuazione delle possibili cause, sono necessarie numerose altre indagini.

### Esami
Tecniche di neuroimaging, solitamente la tomografia computerizzata (TC) e la risonanza magnetica (RM), vengono utilizzate per evidenziare la presenza di eventuali lesioni occupanti spazio. Nel caso di ipertensione endocranica idiopatica, queste scansioni possono essere normali, anche se possono essere riconosciuti ventricoli cerebrali più piccoli o il "segno della sella vuota" (caratterizzato dall'appiattimento della ghiandola pituitaria causato da un aumento della pressione). Una venografia a risonanza magnetica viene utilizzata in molti casi (o secondo alcuni esperti, soltanto in casi atipici), per escludere la possibilità di ostruzione venosa o trombosi dei seni venosi cerebrali. Una instabilità bilaterale dei nervi ottici con aumento del liquido perineurale viene spesso osservato con l'imaging a risonanza magnetica.
Una puntura lombare può essere eseguita per misurare la pressione del liquor e prelevarne un campione per analizzarlo. Il liquor viene analizzato alla ricerca di cellule anormali, infezioni, livelli anticorpali, livelli di glucosio e livelli proteici. Nell'ipertensione intracranica idiopatica, per definizione, tutti questi valori sono entro i limiti normali. Di tanto in tanto, la misurazione della pressione può essere normale, nonostante i sintomi siano indicativi della condizione. Ciò può essere attribuito al fatto che la pressione del liquor può variare nel corso della giornata. Se il sospetto di ipertensione rimane elevato, potrebbe rendersi necessario eseguire un monitoraggio a più lungo termine della pressione intracranica grazie ad un catetere apposito.

### Classificazione
I criteri originali per la classificazione dell'ipertensione intracranica idiopatica sono stati descritti da Walter Dandy nel 1937.
| 1 Segni e sintomi di un aumento della pressione ICP - CSF> 25 cm H2O              |
| 2 Nessun segno di localizzazione, con l'eccezione di paralisi del nervo abducente |
| 3 normale composizione CSF                                                        |
| 4 ventricoli normali al piccolo (fessura) su immagini senza massa intracranica    |

Questi criteri sono stati modificati da Smith nel 1985, per poi diventare i "criteri di Dandy modificati". Smith incluse l'uso di metodiche di imaging biomedico più avanzate: Dandy richiedeva l'utilizzo di una ventricolografia, ma Smith la sostituì con una tomografia computerizzata. In una pubblicazione del 2001, Digre e Corbett modificarono ulteriormente i criteri di Dandy, aggiungendo la condizione in cui il paziente è sveglio e vigile, come quando vi è la presenza di uno stato di coma che impedisce un'adeguata valutazione neurologica, e richiedendo l'esclusione di una trombosi del seno venoso come una causa di fondo. Inoltre, si aggiunge il requisito che non deve essere stata trovata alcuna causa per l'aumento della pressione intracranica.
| 1 I sintomi di pressione intracranica (cefalea, nausea, vomito, oscuramenti transitori della vista, o papilledema) |
| 2 Nessun segno di localizzazione, con l'eccezione di abducente (sesto), paralisi del nervo                         |
| 3 Il paziente è sveglio e vigile                                                                                   |
| 4 normali CT / MRI risultati senza evidenza di trombosi                                                            |
| 5 LP pressione di> 25 cm H2O e normale composizione biochimica e citologica di CSF apertura                        |
| 6 Nessun'altra spiegazione per l'aumento della pressione intracranica                                              |

## Trattamento
L'obiettivo primario nella gestione dell'ipertensione endocranica idiopatica è la prevenzione della perdita della vista così come il controllo dei sintomi. La condizione viene trattata principalmente attraverso la riduzione della pressione del liquido cerebrospinale e, se è il caso, con la perdita di peso corporeo. L'ipertensione endocranica può risolversi dopo il trattamento iniziale, può andare in remissione spontanea (anche se possono esserci successive ricadute) o può continuare cronicamente.

### Puntura lombare

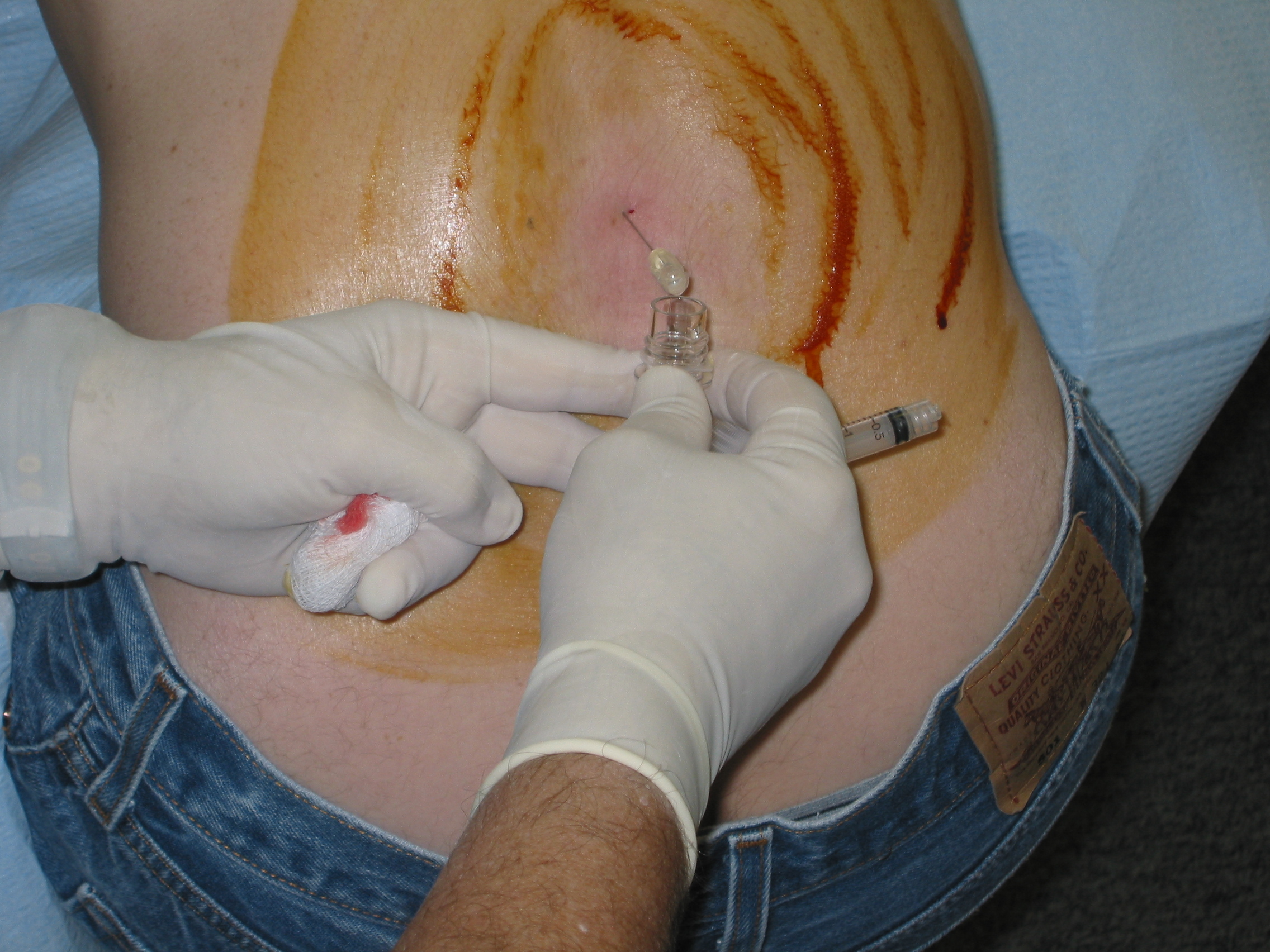
Una puntura lombare in esecuzione. Una vasta area della schiena è stata pulita tramite disinfettante a base di iodio, lasciando la tipica colorazione marrone.

Il primo passo per il controllo dei sintomi è il drenaggio del liquido cerebrospinale mediante una puntura lombare. Se necessario, questa può essere eseguita nello stesso tempo come una procedura diagnostica (ad esempio per cercare infezioni nel liquido cefalorachidiano). In alcuni casi, questa procedura è sufficiente a controllare i sintomi e non è necessario ricorrere ad alcun ulteriore trattamento.
La procedura può essere ripetuta, se necessario, ma questo è generalmente considerato come un indizio che trattamenti aggiuntivi possono essere necessari per controllare i sintomi e preservare la vista. Punture lombari ripetute sono considerate sgradevoli da parte dei pazienti e costituiscono un pericolo per la possibilità di incorrere in infezioni. Punture lombari ripetute possono essere necessarie per controllare urgentemente una ipertensione endocranica grave nel caso che la vista si deteriori rapidamente.

### Trattamento farmacologico
Il trattamento è farmacologico, si somministrano diuretici come l'acetazolamide, il cui utilizzo riesce a ridurre la pressione, nei casi più gravi viene somministrata acetazolamide insieme a gocce di cortisone (queste ultime per un periodo limitato).

### Stentingdel seno venoso
La stenosi del seno venoso che provoca ipertensione venosa, sembra svolgere un ruolo importante in relazione all'aumento della pressione intracranica. Il posizionamento di uno stent in un seno trasverso può essere in grado di risolvere l'ipertensione venosa portando ad un maggiore riassorbimento del liquido cerebrospinale, ad una diminuzione della pressione endocranica e alla conseguente risoluzione del papilledema e degli altri sintomi.
Uno stent metallico autoespandibile viene distribuito in modo permanente all'interno del seno trasverso dominante lungo la stenosi, durante un intervento effettuato in anestesia generale. In generale, i pazienti vengono dimessi il giorno successivo con la prescrizione di una terapia antiaggregante doppia per un periodo massimo di 3 mesi e a seguire con l'assunzione di aspirina fino a 1 anno.
In un'analisi di 19 studi con 207 casi descritti, si è riscontrato un miglioramento dei sintomi globali nell'87% dei casi e nel 90% si è risolto il papilledema. Le complicanze maggiori si sono verificate solo in 3 pazienti (1,4%). Vi sono state recidive nell'11% dei casi che hanno richiesto ulteriori stenting.

### Chirurgia
Esistono due principali interventi chirurgici per il trattamento dell'ipertensione endocranica idiopatica: la decompressione delle guaine del nervo ottico e lo shunt cerebrale. Il ricorso alla chirurgia dovrebbe normalmente essere offerto solo se la terapia medica ha fallito o non è tollerata. La scelta tra queste due procedure dipende dal problema predominante. Nessuna procedura è perfetta, entrambe possono causare significative complicanze ed entrambe possono fallire nel controllo dei sintomi. Non vi sono studi randomizzati e controllati che indichino quale procedura sia migliore.
La decompressione delle guaine del nervo ottico è un'operazione oftalmologica che comporta la realizzazione di una incisione nel rivestimento del tessuto connettivo del nervo ottico nella sua porzione dietro l'occhio. Non è del tutto chiaro come ciò protegge l'occhio dalla pressione, ma può essere dovuto alla deviazione del liquido cerebrospinale nell'orbita o la creazione di una zona di tessuto cicatriziale che abbassi la pressione. Gli effetti sono tuttavia abbastanza modesti ed inoltre la procedura può portare a complicanze significative tra cui, nel 1% ÷ 2% dei casi, la cecità. La procedura è quindi raccomandata soprattutto in coloro che hanno limitati sintomi relativi al mal di testa, ma un significativo papilledema o in coloro che hanno sperimentato un trattamento infruttuoso con uno shunt o hanno una controindicazioni per esso.
Lo shunt cerebrale, solitamente eseguito da neurochirurghi, prevede la creazione di un condotto attraverso il quale il liquido cerebrospinale può essere drenato in un'altra cavità del corpo. La procedura iniziale è di solito uno shunt lumboperitoneale, che collega lo spazio subaracnoideo della colonna lombare con la cavità peritoneale. In generale, una valvola di pressione è inclusa nel circuito per evitare troppa condensa quando il paziente è in posizione eretta. Tale procedura fornisce sollievo a lungo termine in circa la metà dei casi; altri richiedono la revisione dello shunt in più di una occasione, di solito per via di un'ostruzione dello stesso shunt. Se vi è l'esigenza di ricorrere a numerose revisioni, può essere considerato l'impianto di uno shunt ventricolo-atriale o ventricolo-peritoneale, che viene inserito in uno dei ventricoli laterali del cervello, di solito mediante un'operazione di chirurgia stereotassica e quindi collegato all'atrio destro del cuore o alla cavità peritoneale, rispettivamente. Data la ridotta necessità di revisioni degli shunt ventricolari è possibile che questa procedura diventi la prima scelta nel caso di trattamento mediante shunt.
È stato dimostrato che nelle persone obese, la chirurgia bariatrica (e in particolare l'intervento di bypass gastrico) possono portare alla risoluzione della condizione in oltre il 95% dei casi.

## Prognosi
Non si conosce la percentuale dei casi che va incontro ad una remissione spontanea e dei casi che invece cronicizzano.
La condizione, tuttavia, normalmente non pregiudica l'aspettativa di vita. Le principali complicanze dell'ipertensione endocranica derivano dal papilledema trattato o resistente al trattamento. In diverse serie di casi, il rischio a lungo termine che la vista possa essere fortemente influenzata da questa condizione, varia tra il 10% e il 25%. In alcuni casi è necessario continuare la terapia con acetazolamide per anni, in combinazione con cortisone. Possono rimanere difetti visivi, come difficoltà a vedere al buio o visione sfocata al calare del sole.